# Lissochlamys
Lissochlamys is een geslacht van tweekleppigen uit de  familie van de Pectinidae (mantelschelpen). 

## Soort
- Lissochlamys exotica (Dillwyn, 1817)